# دست‌بند (فیلم)
«دست‌بند» (انگلیسی: Handcuffs) یک فیلم کرواتی است به کارگردانی کرستو پاپیچ که در سال ۱۹۶۹ در اکران جمهوری فدرال سوسیالیستی یوگسلاوی شده‌است.

## بازیگران
- فابیان شواگوویچ - Ante
- آدم چیوان - Andrija
- یاگودا کالوپر - Visnja
- ایلیا ایوزیچ - Kreso
- Fahro Konjhodžić - Cazim
- Ivica Vidović - Musa
- Edo Peročević - Baletic
- Zaim Muzaferija - Todor
- Zlatko Madunić
- Rikard Brzeska -
- Branko Špoljar - Ucitelj